# Alirrozio
Alirrozio (in greco antico: Ἁλιρρόθιος?, Alirrhóthios) è una figura della mitologia greca, figlio di Poseidone o di Periere e di Eurite.

## Mitologia
Alirrozio è protagonista di due differenti leggende contrastanti:
- Nella prima tentò di abusare Alcippe, figlia di Ares ed il dio lo uccise. Poseidone pretese quindi un giudizio da parte del tribunale degli dèi sull'accaduto, ma questi diedero unanimemente ragione al dio della guerra[2]. Questo avvenimento avvenne sotto il regno di Cranao ed il luogo in cui fu pronunziato questo giudizio prese il nome di Areopago, da Ares e pagos, borgo[3].
- Nel secondo mito è geloso di Atena in quanto lei aveva ottenuto l'Attica e che a suo parere doveva essere destinata al padre Poseidone, così tentò di tagliare l'ulivo che la dea aveva donato alla regione, ma l'ascia che impugnava gli sfuggì dalle mani decapitandolo[4].